# Federal Music Project

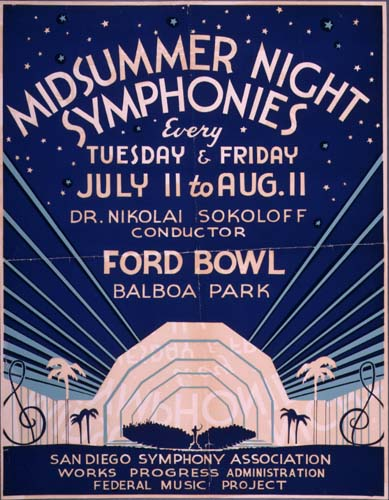
"Midsummer Night Symphonies", Southern California Federal Music Project, WPA, ca. 1937

Il Federal Music Project (FMP), parte del programma New Deal del Governo federale degli Stati Uniti d'America, il Progetto federale numero uno, conosciuto come "Federal One", occupò musicisti, direttori d'orchestra e compositori durante la grande depressione. Oltre ad esibirsi in migliaia di concerti, offrire corsi di musica, organizzare il Composers Forum Laboratory, ospitare festival musicali e creare 34 nuove orchestre, i dipendenti del FMP ricercavano musica tradizionale americana e canzoni popolari, una pratica ora chiamata etnomusicologia. In quest'ultimo ambito, il Federal Music Project fece notevoli studi sulla musica dei cowboy, su quella creola e su quella che veniva definita musica negra. Durante la Grande Depressione, molte persone assistettero a queste sinfonie per dimenticare le difficoltà economiche dell'epoca. Nel 1939 l'FMP passò al programma musicale della Works Progress Administration, che insieme a molti altri progetti WPA, fu ritirato a metà della Seconda Guerra Mondiale.

## Storia e contesto
Nella morsa della Grande Depressione negli Stati Uniti, il presidente Franklin D. Roosevelt propose di aumentare nettamente i progetti pubblici al fine di aumentare l'occupazione. Questa strategia globale era conosciuta come il New Deal. Roosevelt capì l'importanza delle arti nella cultura americana, affermando che "il sogno americano ... era la promessa non solo di giustizia economica e sociale ma anche di arricchimento culturale". Nel luglio 1935 fu creato un programma di New Deal noto come "Federal One". Questo includeva cinque progetti artistici, tra cui l'FMP. Questo progetto è stato il primo in cui il denaro federale fu utilizzato per la cultura.
La depressione aveva aggravato la crisi delle fortune dei musicisti americani. Allo stesso tempo anche i musicisti furono influenzati dai progressi tecnologici. Le registrazioni sonore stavano iniziando a sostituire i musicisti dal vivo nelle funzioni e negli avvenimenti.

## Direzione
Il dott. Nikolai Sokoloff era il direttore del Federal Music Project. Prima del Federal Music Project il Dr. Sokoloff era stato il direttore dell'Orchestra di Cleveland originale dal 1919 al 1933. Sokoloff nominò uno staff di cinque direttori regionali, ventitre direttori di stato e cinque impiegati amministrativi.
Nel 1936 anche la Works Progress Administration iniziò ad aggiungere al Federal Music Project. La WPA non era centrata sulla musica originale. L'anno successivo Charles Seeger divenne assistente alla direzione del progetto. Dopo la sua nomina diventarono disponibili molte varietà di musica. L'ambizione di Seeger era che tutti si interessassero alla musica e ne facessero parte.

## Obiettivi
L'obiettivo principale del FMP era quello di impiegare musicisti professionisti provenienti da tutto il paese per esibirsi come musicisti, cantanti e artisti da concerto. Come risultato del crescente numero di gruppi che si esibivano, c'era anche bisogno di copisti di musica e di rilegatori. Furono assunti uomini e donne per copiare a mano la musica e poi rilegarla, distribuendo arrangiamenti musicali ai gruppi in giro per la nazione. Il Progetto mirava anche a ispirare l'apprezzamento per la musica, consentendo l'accesso a spettacoli dal vivo e introducendo lezioni di musica in classe. Infine il FMP cercò di documentare l'attività musicale negli Stati Uniti.
Anche se si pensava che il progetto fosse questo piano pittoresco, ideale e perfetto, c'erano ancora molte sfaccettature che si verificarono durante quel periodo. Uno degli ostacoli più generali che il Federal Music Project doveva affrontare erano i tipi di cultura che entravano nel progetto. Sokoloff era predisposto per la musica classica europea e ne aveva fatto il proprio punto focale. Una priorità molto più bassa era attribuita alla musica popolare vernacolare o americana. Questi gusti eurocentrici erano in contrasto con l'ideologia dell'"uomo comune" del New Deal.
Nonostante questa attenzione nazionale per la musica classica, le implementazioni regionali e locali del FMP rivelarono i diversi generi musicali nell'America degli inizi del XX secolo. Spettacoli dal vivo di musica afroamericana e ispanica attirarono l'attenzione, come pure gli sforzi in diversi stati per documentare le tradizioni musicali delle minoranze etniche, gli spiritual, i canti di lavoro e la musica popolare in genere.

## Attuazione a livello statale
Il Federal Music Program ebbe un particolare successo nel Nuovo Messico. Helen Chandler Ryan fu la direttrice della musica di stato del FMP dal gennaio 1936 fino alla fine del progetto nel 1943. Adattò il programma nazionale per soddisfare gli specifici interessi musicali del suo stato scarsamente popolato. Decise di dedicare gran parte del programma alla sola istruzione nelle comunità rurali. Un'altra attenzione speciale fu lo studio del diverso stile musicale regionale creato dalla fusione di musica europea, nativa americana e spagnola. L'attuazione del programma federale per la musica da parte del Nuovo Messico fu elogiata per la sua diversità.

## Successi del progetto
Il Federal Music Project creò corsi per adulti che erano svantaggiati e creò un programma musicale per bambini. La creazione del progetto musicale fu molto popolare e nacque l'apprezzamento per la musica. I musicisti dilettanti migliorarono e ci furono più partecipanti alla musica. Il progetto formò nuove orchestre, cantanti, ballerini, gruppi vocali e produttori vocali. Il progetto musicale fornì un'occupazione ad artisti e insegnanti di musica. Creò anche molti nuovi brani orchestrali. Il progetto prese così tanto piede negli anni '30 che la maggior parte delle scuole aveva il proprio programma musicale. Inoltre creò qualcosa da fare per le persone durante le avversità. Questi concerti erano a un costo molto basso, oppure erano gratuiti, permettendo di partecipare a molti che altrimenti non avrebbero potuto permettersi un tale lusso.

## Declino e fine
Nel 1939 il budget del Federal Music Project fu tagliato. Questo non era l'unico regresso delle finanze dei programmi del New Deal; molti altri progetti come il Federal Music Project videro ridotti i loro finanziamenti. Il supporto del Congresso si incrinò verso la fine degli anni '30 e la proposta di legge approvata nel giugno 1939 rifletteva la riduzione del sostegno. Sokolof aveva rassegnato le dimissioni il mese precedente nel bel mezzo del dibattito sulla sua preferenza per la musica classica. Sempre nel 1939 il Federal Music Project fu ribattezzato. Il suo nuovo nome fu Programma Musicale WPA. Questo non durò a lungo però. Un anno dopo fu chiuso il programma Federal Music Project/WPA Music Program. Il 30 giugno 1943 i progetti di musica di stato finirono con la fine della WPA.

## Galleria d'immagini

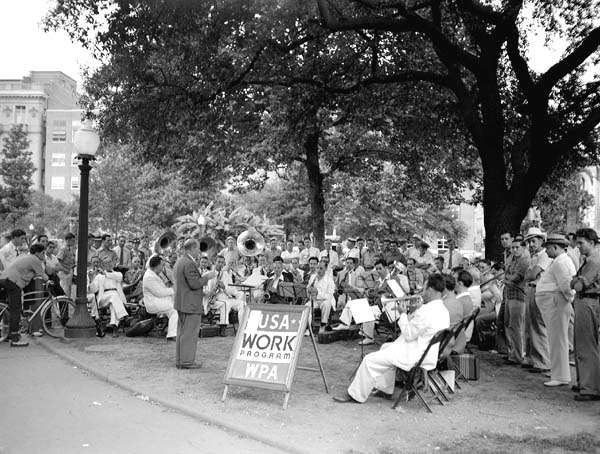
New Orleans, 1940. "Concerto del mezzogiorno tenuto dalla banda WPA a Lafayette Square." Federal Music Project.
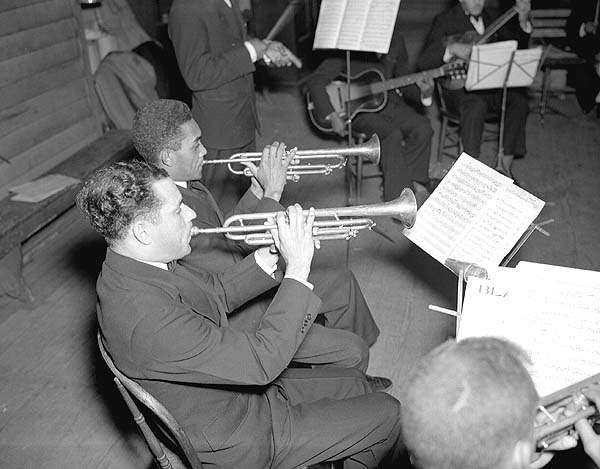
Trombettisti con banda WPA, New Orleans, 1937.
Corso di formazione in violino sotto la direzione del Federal Music Project della WPA a New York
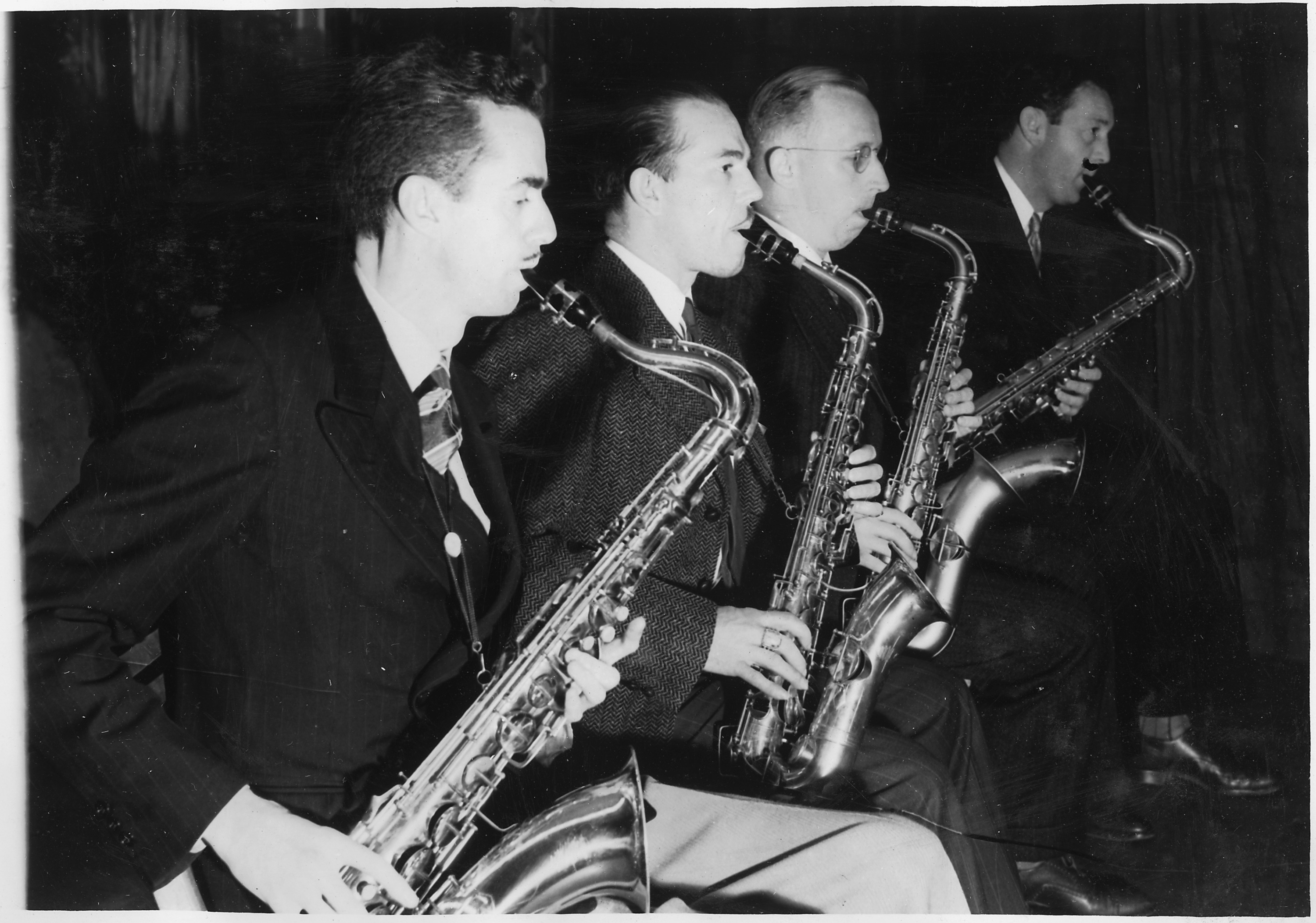
California, Oakland. Northern California Music Project, sezione Sax, dance band.
WPA: gruppo corale di bambini: luogo non identificato, 1935 ca.